# Cuenta por pagar
En contabilidad, una cuenta por pagar es cualquier aporte de una parte deudora, que aparece como resultado de una compra de bienes o servicios en términos de crédito, a una parte  acreedora.
Aunque una persona jurídica haga una compra sin emitir por escrito la intención de pago, registra en contabilidad, el monto adeudado como una obligación corriente en sus cuentas. Las compañías a menudo incurren en este tipo de débito a corto plazo con el fin de costear sus inventarios, especialmente en industrias donde el rendimiento de inventario es acelerado.